# Авни, Зеэв
Зеэв Авни (ивр. זאב אבני‎), настоящее имя Вольф Гольдштейн (29 июля 1921 года, Рига, Латвия — январь 2007, Израиль) — израильский дипломат и разведчик, бывший агентом разведки СССР.

## Биография
Его отец эмигрировал из России и стал гражданином Швейцарии, работал в Германии. В 1933 семья уехала из Германии в Швейцарию, где в 1940 Вольф окончил среднюю школу. Увлекался коммунистическими идеями с 15 лет. В 1940-1945 на военной службе, пулемётчик Цюрихского пехотного полка Швейцарской армии.
В 1943 году был завербован сотрудником ГРУ — Ф.Ф. Кругликовым, который руководил в Швейцарии разведывательной группой и выдавал себя за беженца из Чехословакии Карела Выбирала («Пауль»). В конце 1945 «Пауль» расформировал свою группу и отбыл из страны. Авни было рекомендовано осесть в Скандинавии, Южной Америке или на Ближнем Востоке. В 1945-1948 работал вместе с отцом в Стальной корпорации США на швейцарском рынке.
В 1948 году переехал в Израиль, где поступил на службу в министерство иностранных дел. Связь с Центром поддерживал через сотрудников посольства СССР. Затем был вторым секретарем посольства в Бельгии (1951-1953), где стал сотрудником израильской разведки «Моссад», торговым атташе в Югославии (1953-1956), одновременно был на дипломатической работе в Греции.
В апреле 1956 был арестован в Израиле, куда приехал повидаться с дочерью. Закрытый процесс по делу, о котором не сообщалось в печати, проходил в Иерусалиме в августе того же года. Был осуждён на 14 лет тюремного заключения. Освобождён из тюрьмы Рамле 13 апреля 1963 года.
С 1967 врач-психотерапевт, имел свою клинику в Тель-Авиве, затем на пенсии, жил в городе Хадера.